# Upsilon Andromedae

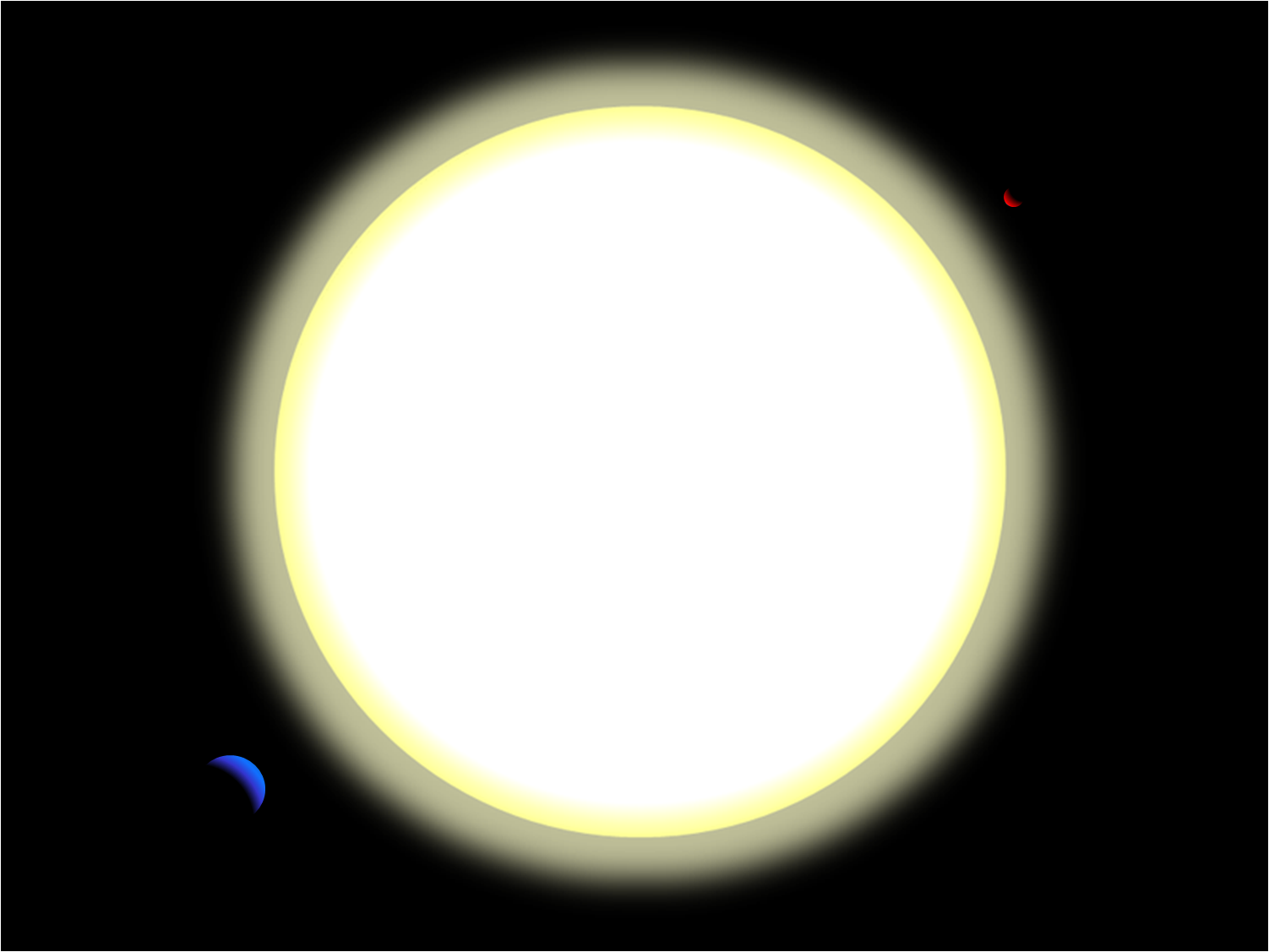
Concepção astistica da Estrela Upsilon Andromeda e dois de seus exoplanetas

Upsilon Andromeda (υ Andromedae, υ E) é uma estrela binária localizada a aproximadamente 44 anos-luz da Terra, na constelação de Andrômeda. A estrela primária Upsilon Andromedae A, também chamada de Titawin, é uma estrela anã branca amarelada que é um pouco mais jovem que a segunda estrela no sistema, Upsilon Andromedae B, uma anã vermelha localizada em uma órbita de largura.
Até 2010, quatro exoplanetas haviam sido descobertos em órbita ao redor da estrela primária. Todos os quatro são susceptíveis de ser planetas jovianos, comparáveis em tamanho a Júpiter. Upsilon Andromeda é o primeiro sistema planetário (com mais de um planeta) a ser descoberto ao redor de uma estrela na sequência principal, bem como o primeiro sistema planetário orbitando um sistema de estrelas múltiplas. 
Upsilon Andromedae A foi listado em 21º lugar na lista das 100 estrelas-alvo para a missão Terrestrial Planet Finder da Nasa , que, no entanto, foi adiada indefinidamente devido a limitações de financiamento.
| Planeta | Massa            | Semieixo maior (UA) | Período orbital (dias) | Excentricidade    |
| ------- | ---------------- | ------------------- | ---------------------- | ----------------- |
| b       | 0,62 ± 0,09 MJ   | 0,059 ± 0,001       | 4,617136 ± 4.7×10−5    | 0.013 ± 0.016     |
| c       | 1,8 ± 0,26 MJ    | 0,861               | 237,7 ± 0,2            | 0.24              |
| d       | 10,19 MJ         | 2,55                | 1302,61                | 0.274             |
| e       | 1,059 ± 0,028 MJ | 5,2456 ± 0,00067    | 3848,86 ± 0,74         | 0,00536 ± 0,00044 |